# Charles Charron
Pour les articles homonymes, voir Charron.
Charles Charron, né le 16 septembre 1882 à Villegongis et mort le 22 décembre 1961 à Versailles, est un coureur cycliste français. Il a été troisième du championnat de France de cyclisme sur route en 1912 et 21e du Tour de France 1914.

## Biographie
Charles Georges Charron naît le 16 septembre 1882 à Villegongis dans l'Indre.
Il se marie à Levallois-Perret le 12 juin 1913 avec Jeanne Augusta Tabardel.
Il meurt à Versailles le 22 décembre 1961 à l'âge de 79 ans.

## Palmarès
- 1904
  - Championnat de l'Indre[3]
- 1909
  - 3e de Dijon-Châlon-Dijon[3]
- 1912
  - 3e du championnat de France sur route
  - 3e des Six Jours de Bruxelles

## Résultats sur le Tour de France
2 participations 
- 1913 : abandon (6e étape)
- 1914 : 21e